# Djamel Haimoudi
Djamel Haimoudi (en àrab جمال حيمودي; nascut el 10 de desembre de 1970 a Orà) és un àrbitre de futbol algerià. És internacional per la FIFA des de 2004.
Va arbitrar a la Copa d'Àfrica de Nacions 2008, la Copa del Món de futbol sub-20 de 2011 i la Copa d'Àfrica de Nacions 2012. També ha arbitrat partits a la Lliga de Campions de la CAF, així com a la fase de classificació de la Copa del Món de la FIFA.
El desembre de 2012, fou guardonat per la Confederació Africana de Futbol com a Àrbitre Africà de l'Any a la gala del Futbolista africà de l'any 2012 a Accra, Ghana.
Dos mesos després, fou seleccionat com a àrbitre de la final de la Copa d'Àfrica de Nacions 2013 entre Nigèria i Burkina Faso; també va arbitrar el partit de play-off pel tercer lloc de la Copa Confederacions 2013 entre Uruguai i Itàlia.
El març de 2013, la FIFA el va incloure en la llista de 52 àrbitres candidats per la Copa del Món de Futbol de 2014 al Brasil. El gener de 2014, la FIFA el va incloure a la llista definitiva d'àrbitres pel mundial.